# Fronte interno
La locuzione fronte interno è stata utilizzata da gran parte della pubblicistica storiografica, giornalistica e politica contemporanea per descrivere la decisiva influenza che i sentimenti maggiormente diffusi nella classe dirigente, negli apparati amministrativi e giudiziari e, in generale, nell'opinione pubblica di uno Stato possono esercitare sulla conduzione e, quindi, sull'esito della partecipazione dello Stato medesimo ad una guerra o, comunque, ad un forte impiego attivo di forze armate.
Il caso più noto di sconfitta militare a seguito della volontà contraria del fronte interno fu la ritirata dal Vietnam da parte degli Stati Uniti durante la Guerra del Vietnam. In questi casi la sconfitta può essere vissuta come un tradimento da chi invece voleva proseguire una guerra non ancora persa sul campo di battaglia: è il caso del mito della Dolchstoßlegende che avrebbe favorito l'ascesa del Nazismo.

## Storia

### Italia
La partecipazione dell'Italia ad entrambe le guerre mondiali presenta molteplici caratteristiche di cedimento del fronte interno. Quella alla seconda guerra italo-etiopica può essere, viceversa, annoverata fra i casi nei quali il fronte interno ha tenuto.

#### Prima guerra mondiale
Tra le cause della rotta di Caporetto dell'ottobre del 1917 viene, spesso, inserito il cedimento del fronte interno, espressosi in grossolani errori negli alti comandi, nocive gelosie fra i generali, influenza sul morale delle truppe della forte opposizione di gran parte della sinistra e di una parte del mondo cattolico all'impresa bellica italiana.
Ma la profondità del cosiddetto cedimento era destinata a manifestarsi soltanto nell'immediato dopoguerra quando il malcontento dei reduci, congedati senza prospettive d'immediata occupazione a causa della gravissima crisi economico-industriale, l'accanimento sui reduci medesimi da parte degli ex neutralisti e, dopo la stipula del trattato di Versailles del 1919, l'insistenza sul tema della Vittoria mutilata da parte di movimenti e personalità del nazionalismo, rivelarono l'insanabile debolezza del regime liberale, aprendo la strada alla quasi guerra civile fra nazional-fascisti e social-comunisti fino all'avvento, per tappe successive, del regime autoritario fascista, fra il 28 ottobre 1922 ed il 3 gennaio 1925.

#### Seconda guerra italo-etiopica
Il cedimento del fronte interno italiano era il principale obiettivo delle sanzioni che la Società delle Nazioni adottò all'indomani dell'inizio dell'impresa etiopica mussoliniana, nell'ottobre 1935.
La particolare cura con la quale l'Italia preparò il suo programma di conquista; l'adesione morale all'impresa di gran parte dell'opinione pubblica che la interpretava come un riscatto della sconfitta di Adua del 1896; la presenza di un regime autoritario capace di prevenire e reprimere ogni forma di dissenso e di un sistema di propaganda ufficiale in grado di ritorcere a favore del regime gli effetti delle sanzioni della comunità internazionale; l'impreparazione tecnologica dell'avversario uniti alla relativa brevità della guerra diedero prova della completa tenuta del fronte interno tanto che, conclusa l'operazione di conquista, il regime fascista ne uscì complessivamente rafforzato e la popolarità del suo capo notevolmente accresciuta.

#### Seconda guerra mondiale
Il 10 giugno 1940 l'Italia si presentò sostanzialmente impreparata all'appuntamento con la seconda guerra mondiale.
L'azzardo con il quale Mussolini aderì all'impresa si fondava sull'assunto, errato, che la Germania, sconfitta la Francia, sarebbe prevalsa anche sul Regno Unito o, comunque, sarebbe addivenuta con questo ad un accordo particolarmente vantaggioso, nel volgere di pochi mesi.
Nonostante la partecipazione italiana alla guerra si fosse presentata irta di difficoltà fin dall'inizio, fino alla fine del 1942 può dirsi che lo Stato abbia mantenuto un discreto livello di efficienza, ancora sostenuto dall'appoggio o, quantomeno, dalla non opposizione dell'opinione pubblica.
Con la primavera del 1943, i numerosi e pesanti rovesci militari già patiti in Russia, nei Balcani e nell'Africa settentrionale e orientale, l'insostenibile situazione economica interna, soprattutto riguardo ai profili dell'approvvigionamento alimentare e farmacologico, nonché la decisione di Stati Uniti d'America, Gran Bretagna e Unione Sovietica di proseguire la guerra fino alla resa incondizionata di Germania, Giappone e Italia (non essendo valsi i tentativi di Churchill di risparmiare al Paese mediterraneo questo destino), i segni del cedimento del fronte interno iniziarono a farsi evidenti tanto che, fatto clamoroso per uno Stato autoritario in guerra, nel marzo di quell'anno, gli operai di alcune grandi fabbriche diedero vita ai primi scioperi dell'era fascista.
Del cedimento non testimoniarono soltanto i rapporti fra le Istituzioni e i cittadini, ma gli stessi apparati del Regno d'Italia e dello stesso Partito nazionale fascista tanto che l'invasione angloamericana della Sicilia, iniziata nel giugno 1943, venne ostacolata molto timidamente, mentre il Gran Consiglio del fascismo, approvando un ordine del giorno che chiedeva il ritorno al Re del comando effettivo delle forze armate, in ossequio alla lettera dell'articolo 5 dello Statuto del Regno, aveva determinato, di fatto, la caduta del governo Mussolini e, con essa, la fine dell'era fascista.
L'annuncio, l'8 settembre del 1943, del cosiddetto armistizio di Cassibile sottoscritto già cinque giorni prima, rivelò una vera e propria eclisse dello Stato italiano (tanto che storici contemporanei come Ernesto Galli della Loggia si riferiscono a quella data come a quella della morte della Patria, contraddetti da Carlo Azeglio Ciampi che, celebrando nel 2003 il sessantesimo anniversario di quegli avvenimenti in qualità di presidente della Repubblica, vi legge, invece, l'inizio della sua resurrezione democratica), con la fuga precipitosa del Re, del capo del governo Badoglio e degli alti dignitari della Corte e dello Stato maggiore; lo sbandamento delle forze armate che, ignare dell'armistizio, furono lasciate in balìa della vendetta tedesca; l'assalto ai palazzi pubblici.
Quell'8 settembre pose le premesse per una divaricazione delle coscienze e, con la nascita della neofascista Repubblica sociale italiana, persino degli eserciti e delle Istituzioni, facendo parlare alcuni (vedi Montanelli e Pavone) di guerra civile.

## Caratteristiche
Una tenuta del fronte interno può comportare che la partecipazione armata dello Stato raggiunga gli effetti desiderati da coloro i quali l'hanno decisa o, addirittura, ottenga risultati ancor più favorevoli di quelli sperati. Un cedimento del fronte interno può essere, al contrario, decisivo nel determinare o, quantomeno, accelerare o non impedire il tracollo temporaneo o definitivo del ceto responsabile dell'impresa o, nei casi più estremi, un radicale mutamento nella forma di Stato fino alla scomparsa dello Stato medesimo dal novero degli attori della politica internazionale.
L'effetto negativo dato dal cedimento del fronte interno può prodursi anche quando l'impegno bellico dello Stato ha apparentemente raggiunto, almeno in parte, il risultato prefissato.